# Piegaro
Piegaro (Pieghèro in dialetto perugino) è un comune italiano di 3 342 abitanti della provincia di Perugia in Umbria. Si erge sul corso del fiume Nestore, sotto il monte Montarale (853 m s.l.m.).

## Geografia fisica

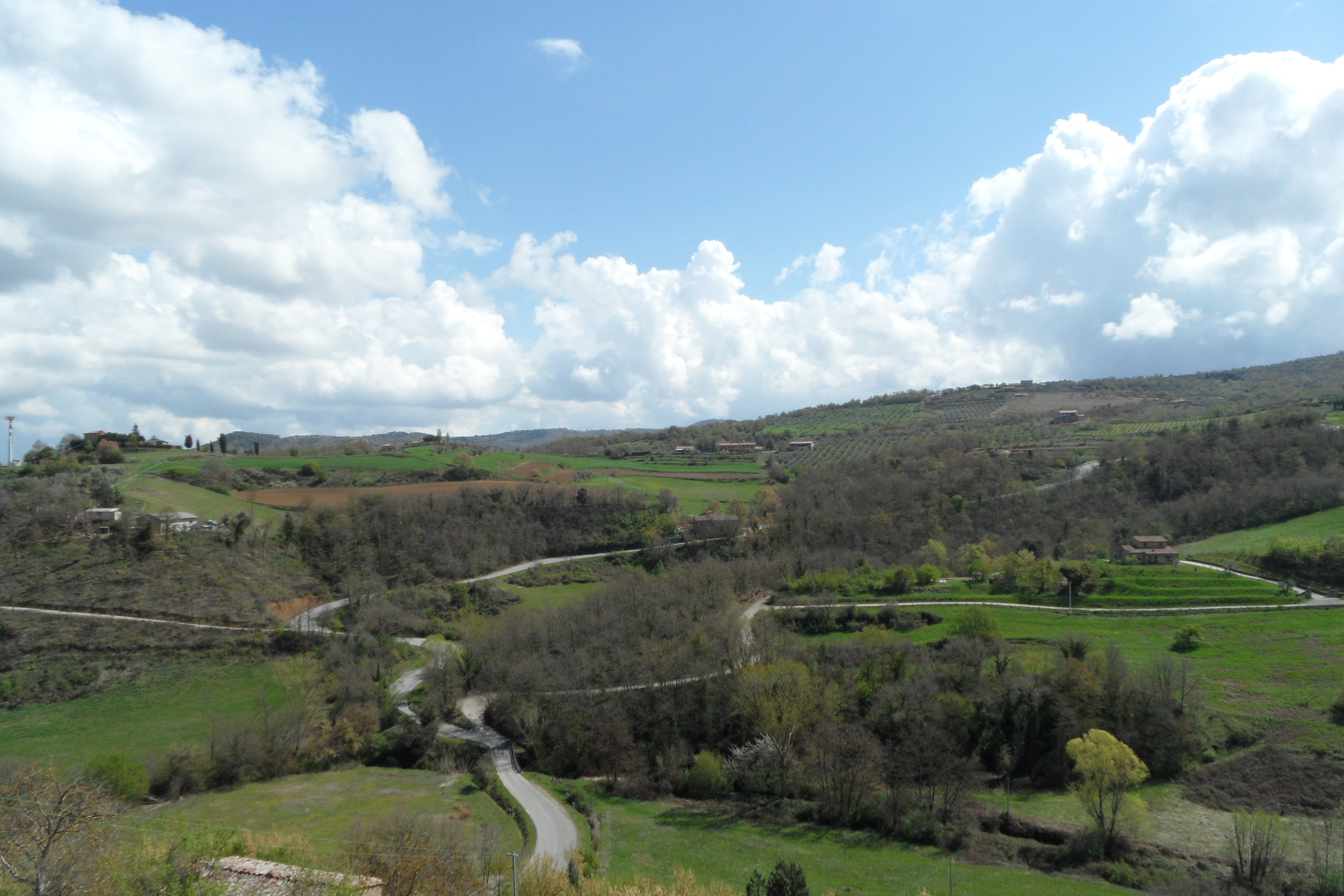
Campagna di Piegaro

Il territorio di Piegaro è prevalentemente collinare, infatti solo un quinto di esso è pianeggiante. Ci sono due catene collinari che lo contraddistinguono e che delimitano il corso del fiume Nestore; quella più a nord è coltivata a cereali, viti ed ulivi, mentre quella più a sud è coperta da boschi di lecci, roveri, castagni e pini. Il rilievo più importante è Montarale (853 m s.l.m.) Da qui è possibile avere un panorama dell'alto orvietano (comuni di Fabro, Monteleone d'Orvieto e altri).
- Classificazione climatica: zona E, 2152 GR/G

Piegaro fa parte della Comunità Montana Monti del Trasimeno.

## Storia
Fondata dai romani nel 290 a.C., conobbe la ferocia delle incursioni barbariche nei secoli bui dell'alto Medioevo. Nel Duecento fu concessa in feudo ai Montemarte di Montegabbione prima e ai Filippeschi di Orvieto poi; alla fine di questo secolo si suole far risalire l'avvento della nobile arte della lavorazione del vetro, che fu probabilmente introdotta da maestranze venete in seguito al decreto con cui la repubblica di Venezia bandì dalla città tutte le fornaci, che furono trasferite a Murano (1292). Passata attraverso la dominazione di Perugia, nel secolo XVI entrò a far parte dei domini della Chiesa. Il toponimo deriva verosimilmente dal latino PLECA, 'piega', e significa appunto 'luogo dalle molte pieghe', con riferimento alla conformazione orografica del territorio comunale. Oltre ai resti delle mura e delle torri medievali, il centro storico si fregia di un pregevole palazzetto del Cinquecento e di una parrocchiale neoclassica. Nei dintorni dell'abitato, in località Pietrafitta, si ergono l'abbazia benedettina dei Sette Fratelli, i ruderi di un convento francescano e la chiesa di Santa Maria Assunta, edificata fra il 1866 e il 1870, con un prezioso crocifisso ligneo del Seicento. Nel territorio comunale si trova anche l'area archeologica Città di Fàllera, antico insediamento risalente all'età del ferro.

## Monumenti e luoghi d'interesse
- Castello di Cibottola
- Chiesa di San Silvestro Papa
- Chiesa di Santa Croce, nella frazione di Castiglion Fosco

## Galleria d'immagini

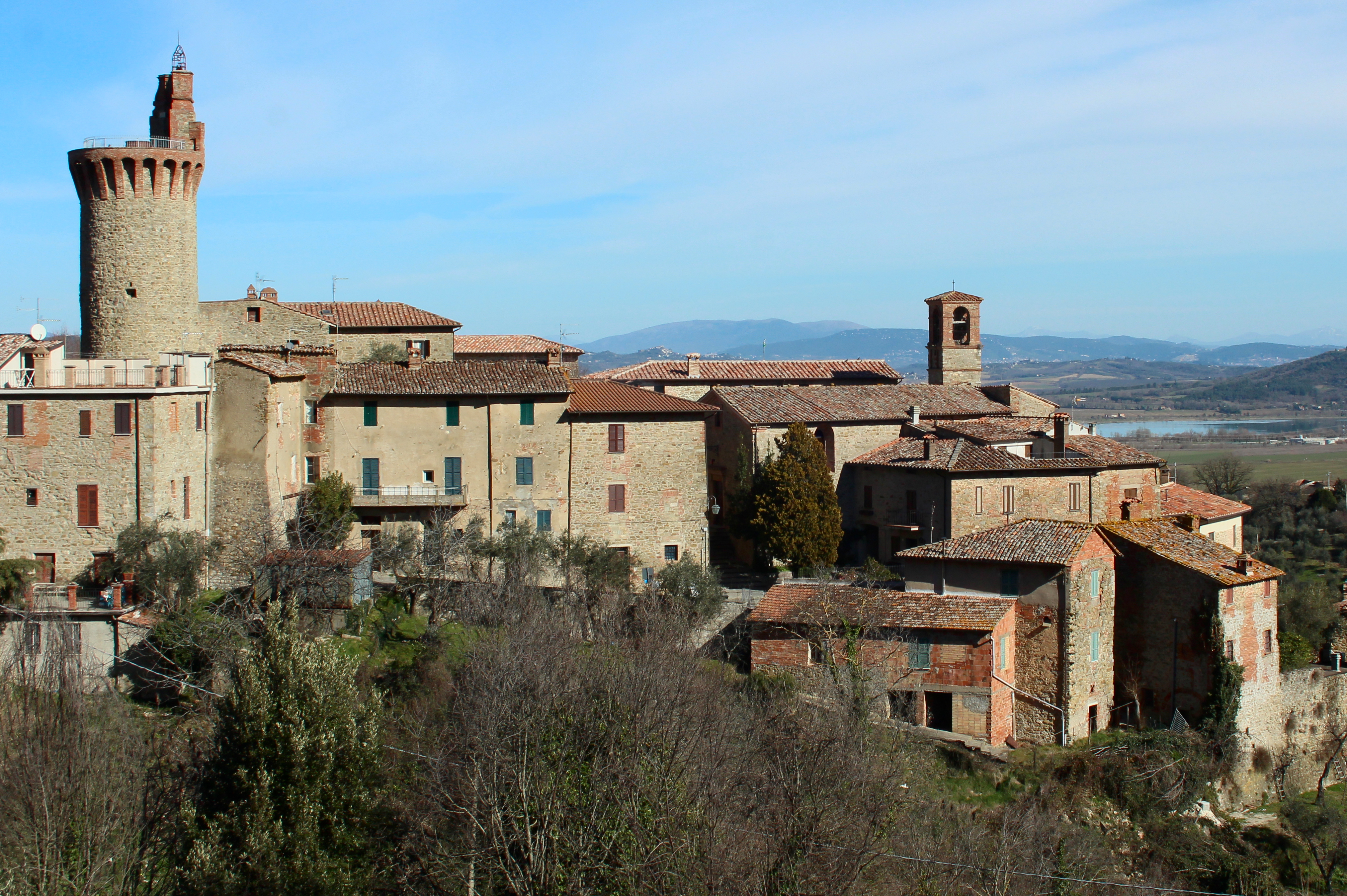
Castiglion Fosco con in primo piano la Torre Cilindrica
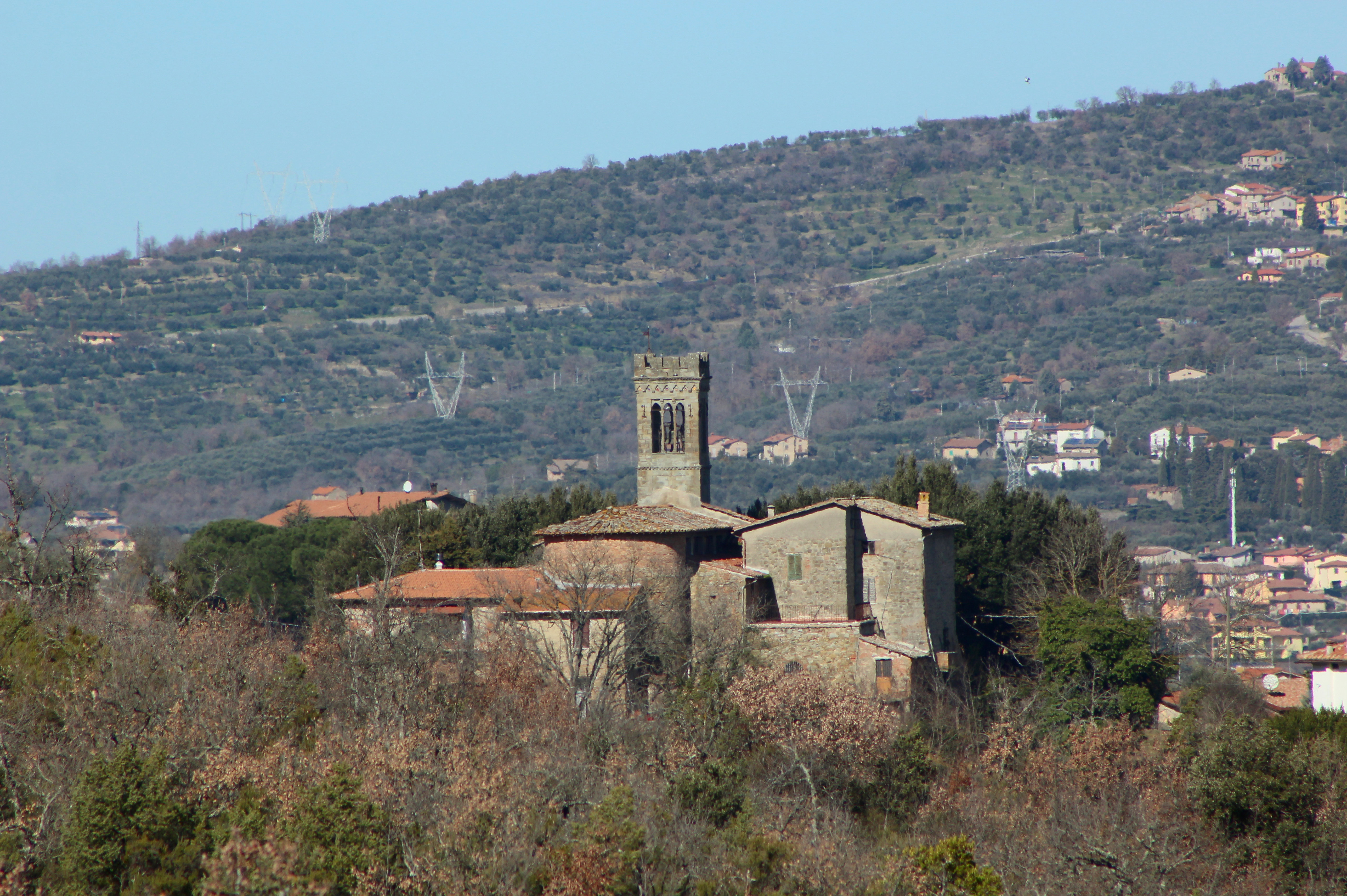
Collebaldo
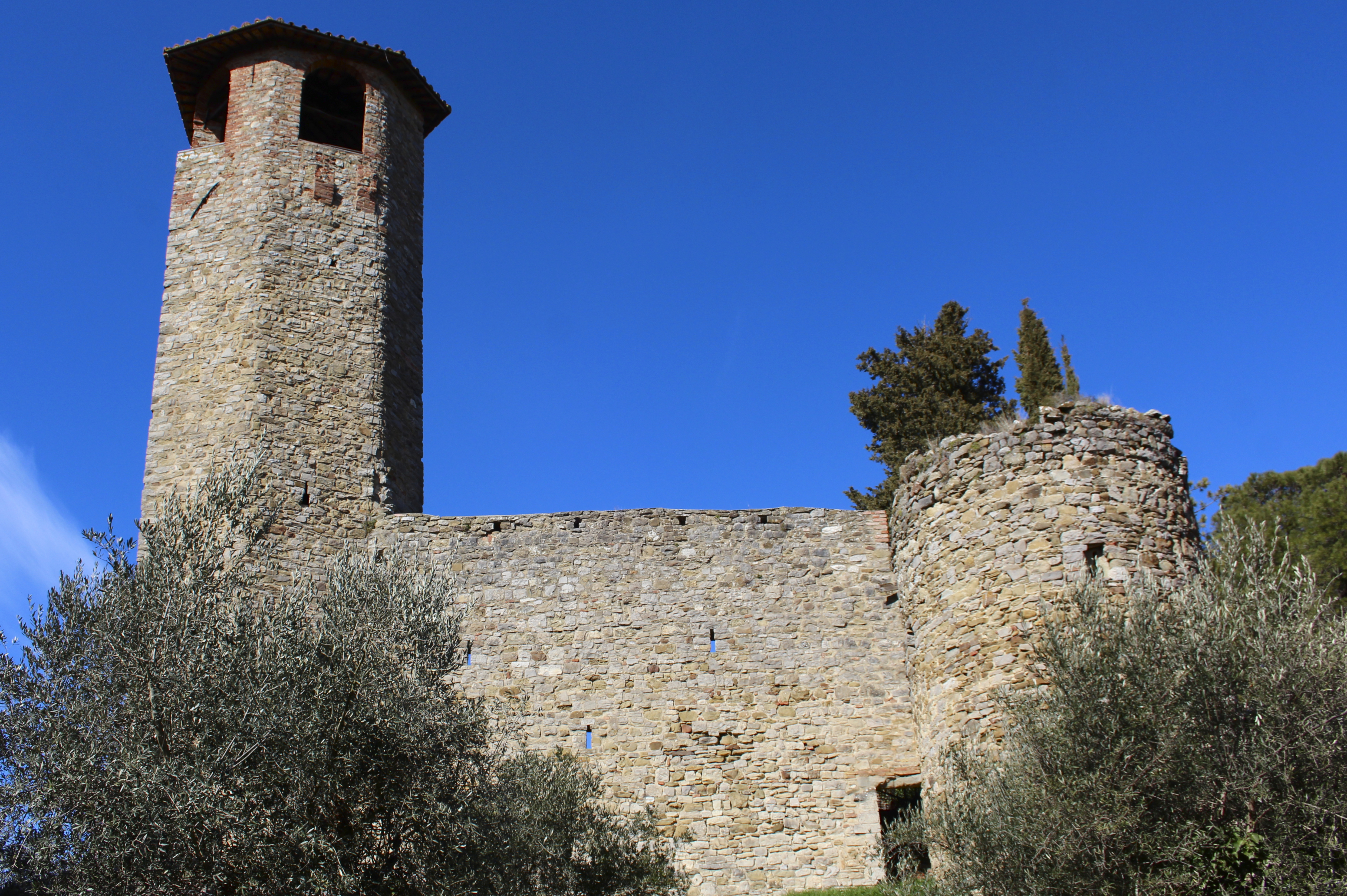
Cibottola

### Simboli
Lo stemma rappresenta due grifoni, uno di fronte all'altro, che sorreggono un giglio dorato.

## Geografia antropica

### Frazioni
| POS. | Località           | Abitanti | Superficie | Densità |
| ---- | ------------------ | -------- | ---------- | ------- |
| 1    | Pietrafitta        | 694      | 8,2        | 84,63   |
| 2    | Acquaiola Gratiano | 191      | 7,5        | 25,46   |
| 3    | Oro                | 184      | 8          | 23,00   |
| 4    | Castiglion Fosco   | 154      | 6,6        | 23,33   |
| 5    | Collebaldo         | 76       | 5          | 15,20   |
| 6    | Macereto           | 17       | 4,8        | 3,54    |
| 7    | Abbadia Settefrati | 15       | 5          | 3,00    |
| 8    | Pratalenza         | 12       | 6,1        | 1,97    |
| 9    | Cibottola          | 0        | 7,1        | 0,00    |
| 10   | Gaiche             | 0        | 4,2        | 0,00    |
| 11   | Greppolischieto    | 0        | 6,8        | 0,00    |
| 12   | Ierna Vignaie      | 0        | 3,2        | 0,00    |
|      | Totale             | 1 343    | 72,5       | 18,52   |

## Società

### Evoluzione demografica
Abitanti censiti

## Economia
È un centro storicamente attivo nel settore della lavorazione del vetro, i cui albori risalgono al XIII secolo: nel cuore del paese si può ammirare l'antica vetreria, che ospita da aprile 2009 il Museo del Vetro. L'attuale industria, VCP (Vetreria Cooperativa Piegarese), è tra le più importanti a livello europeo.

## Amministrazione
| Nº             | Primo cittadino | Primo cittadino | Primo cittadino    | Mandato          | Mandato        | Partito                                                         | Carica                                        |                |
| Nº             | Primo cittadino | Primo cittadino | Primo cittadino    | Inizio           | Fine           | Partito                                                         | Carica                                        |                |
| Sindaci eletti | Sindaci eletti  | Sindaci eletti  | Sindaci eletti     | Sindaci eletti   | Sindaci eletti | Sindaci eletti                                                  | Sindaci eletti                                | Sindaci eletti |
| -------------- | --------------- | --------------- | ------------------ | ---------------- | -------------- | --------------------------------------------------------------- | --------------------------------------------- | -------------- |
| 1              |                 |                 | Massimo Bianchi    | 30 dicembre 1987 | 26 giugno 1990 | Partito Comunista Italiano                                      | Sindaco eletto con il 85,19% dei voti.        |                |
|                |                 |                 | Massimo Bianchi    | 27 giugno 1990   | 23 aprile 1995 | Partito Comunista Italiano - Partito Democratico della Sinistra | Sindaco confermato con il 88,55% dei voti.    |                |
|                |                 |                 | Massimo Bianchi    | 24 aprile 1995   | 13 giugno 1999 | Partito Democratico della Sinistra - Democratici di Sinistra    | Sindaco ri-confermato con il 94,16% dei voti. |                |
|                |                 |                 | Massimo Bianchi    | 14 giugno 1999   | 13 giugno 2004 | Democratici di Sinistra                                         | Sindaco ri-confermato con il 82,16% dei voti. |                |
| 2              |                 |                 | Andrea Caporali    | 14 giugno 2004   | 7 giugno 2009  | Democratici di Sinistra - Partito Democratico                   | Sindaco eletto con il 63,05% dei voti.        |                |
|                |                 |                 | Andrea Caporali    | 8 giugno 2009    | 25 maggio 2014 | Partito Democratico                                             | Sindaco confermato con il 65,48% dei voti.    |                |
| 3              |                 |                 | Roberto Ferricelli | 26 maggio 2014   | 26 maggio 2019 | Partito Democratico                                             | Sindaco eletto con il 62,12% dei voti.        |                |
|                |                 |                 | Roberto Ferricelli | 27 maggio 2019   | 9 giugno 2024  | Partito Democratico                                             | Sindaco confermato con il 61,09% dei voti.    |                |
|                |                 |                 | Roberto Ferricelli | 10 giugno 2024   | "in carica"    | Partito Democratico                                             | Sindaco ri-confermato con il 66,78% dei voti. |                |

### Gemellaggi
- Verneuil-en-Halatte
- Dvůr Králové nad Labem

## Sport
La squadra di calcio, ASD Piegaro, milita nel campionato di Prima Categoria.